# Tetraphis
Tetraphis är ett släkte av bladmossor. Enligt Catalogue of Life ingår Tetraphis i familjen Tetraphidaceae, men enligt Dyntaxa är tillhörigheten istället familjen Tetraphidaceae.
Kladogram enligt Catalogue of Life och Dyntaxa:
| Tetraphis | \| \| Tetraphis geniculata \| \| \| \| \| \| fyrtandsmossa \| \| \| \| |
|           | \| \| Tetraphis geniculata \| \| \| \| \| \| fyrtandsmossa \| \| \| \| |
|           | knappnålsmossor                                                        |
|           |                                                                        |
|           | Tetraphis geniculata                                                   |
|           |                                                                        |
|           | fyrtandsmossa                                                          |
|           |                                                                        |

|  | Tetraphis geniculata |
|  |                      |
|  | fyrtandsmossa        |
|  |                      |

## Bildgalleri

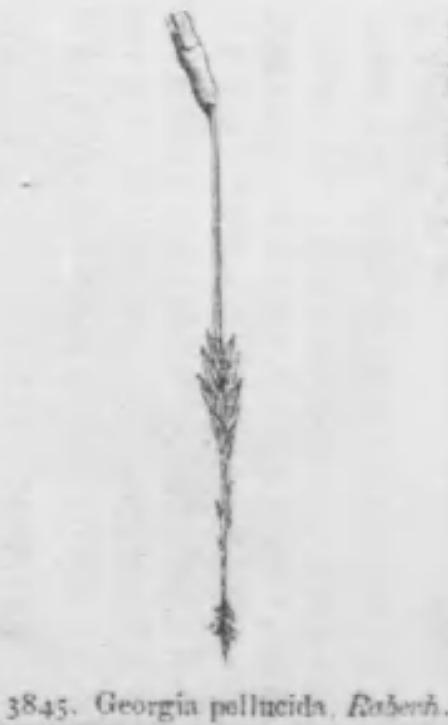
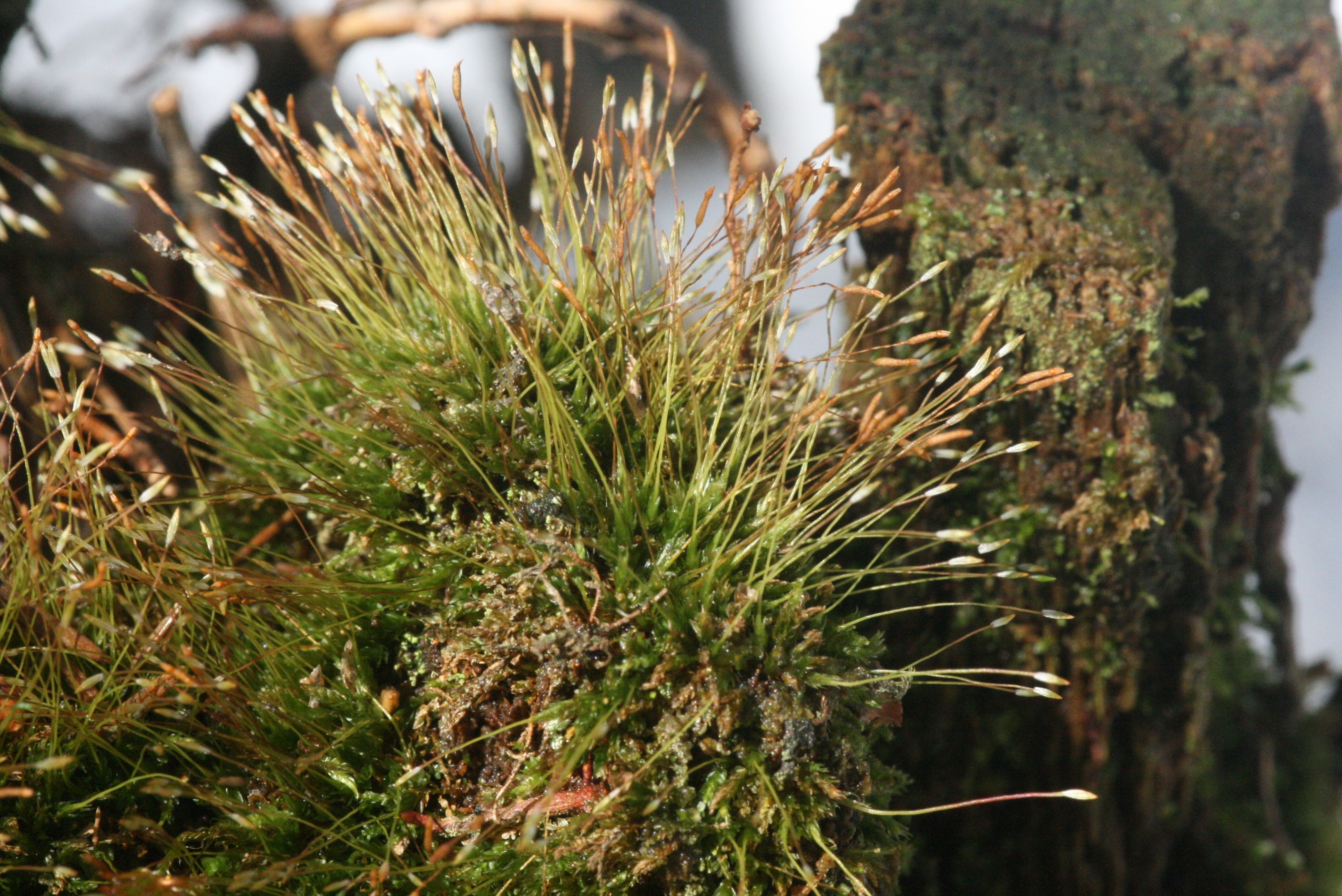
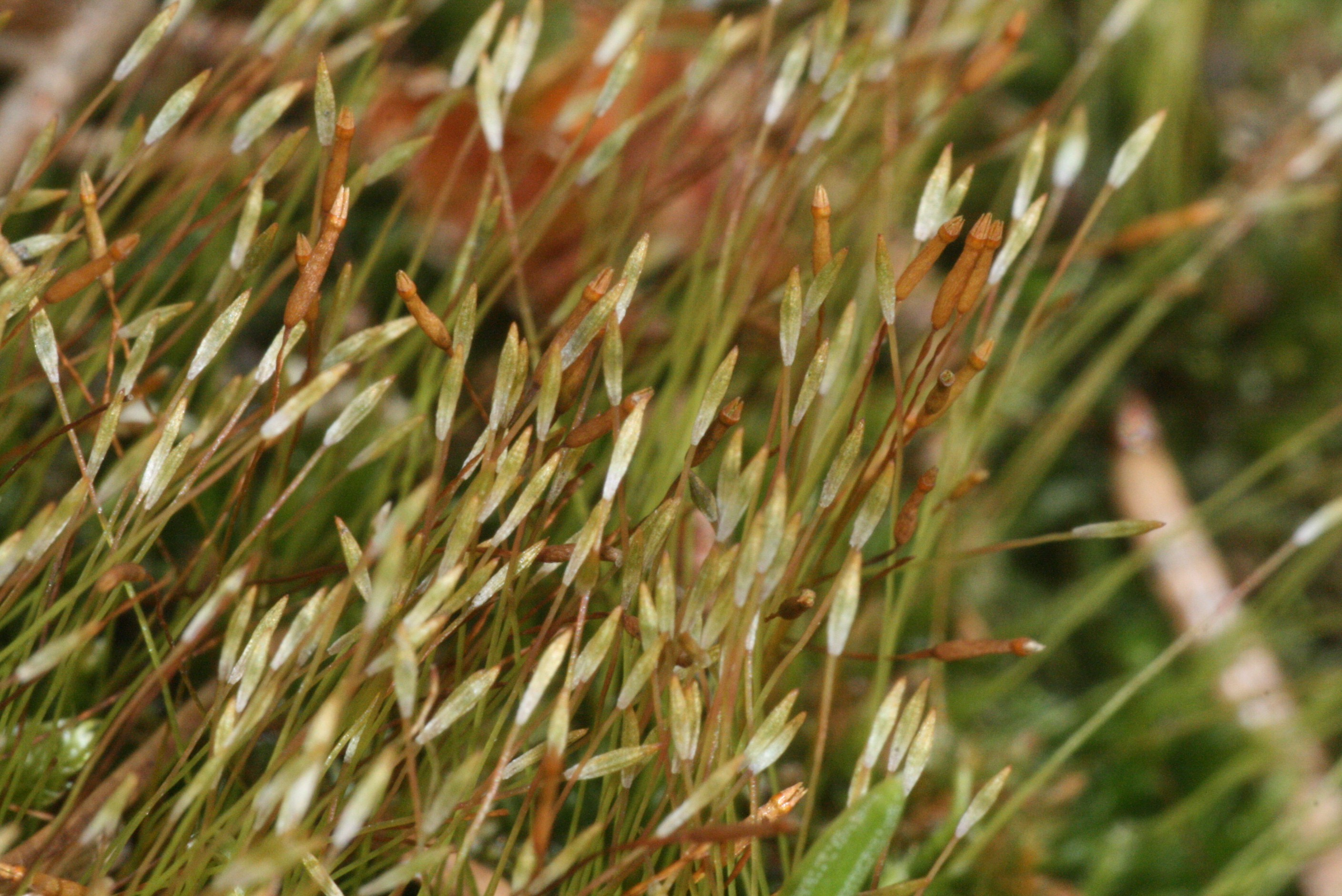
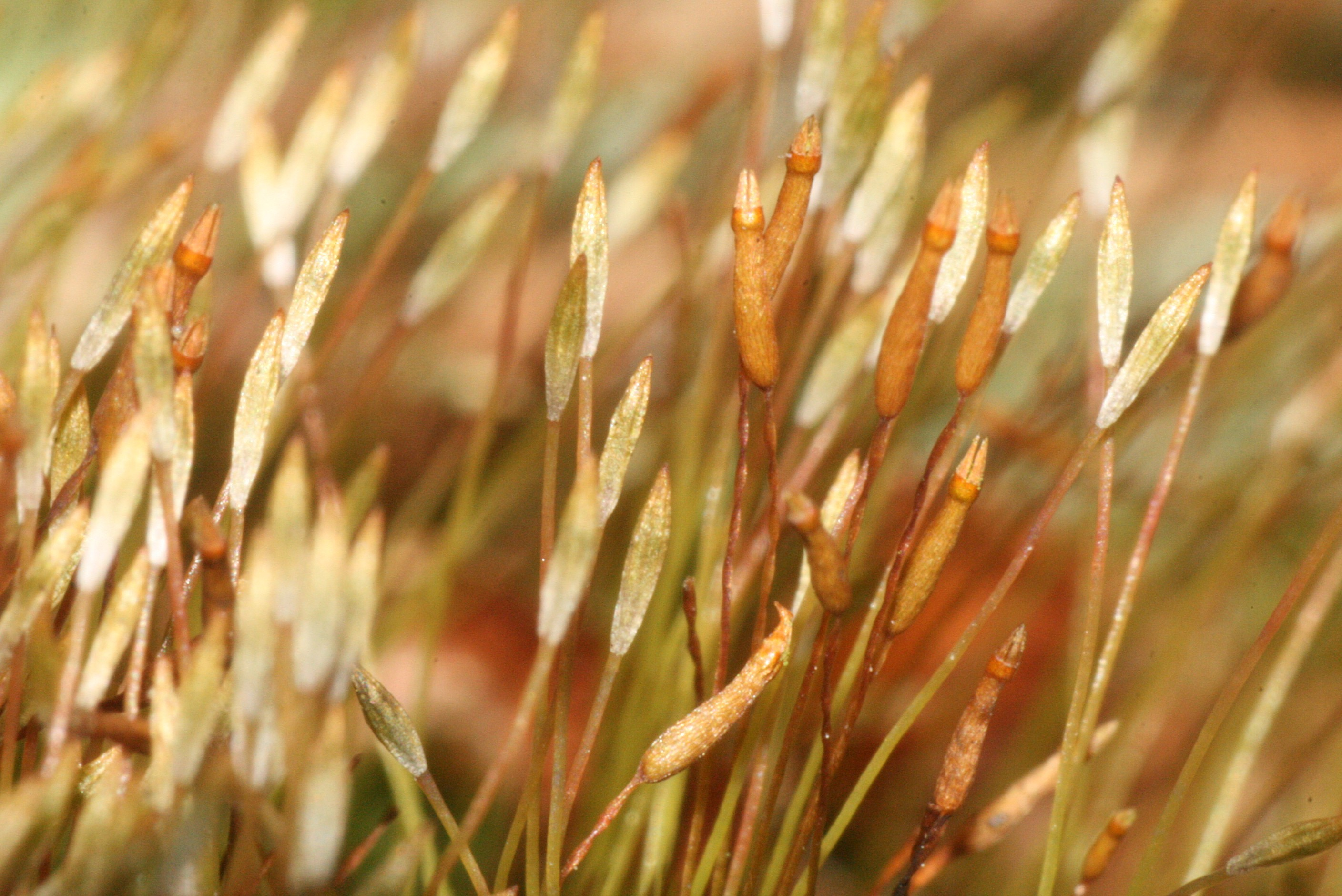
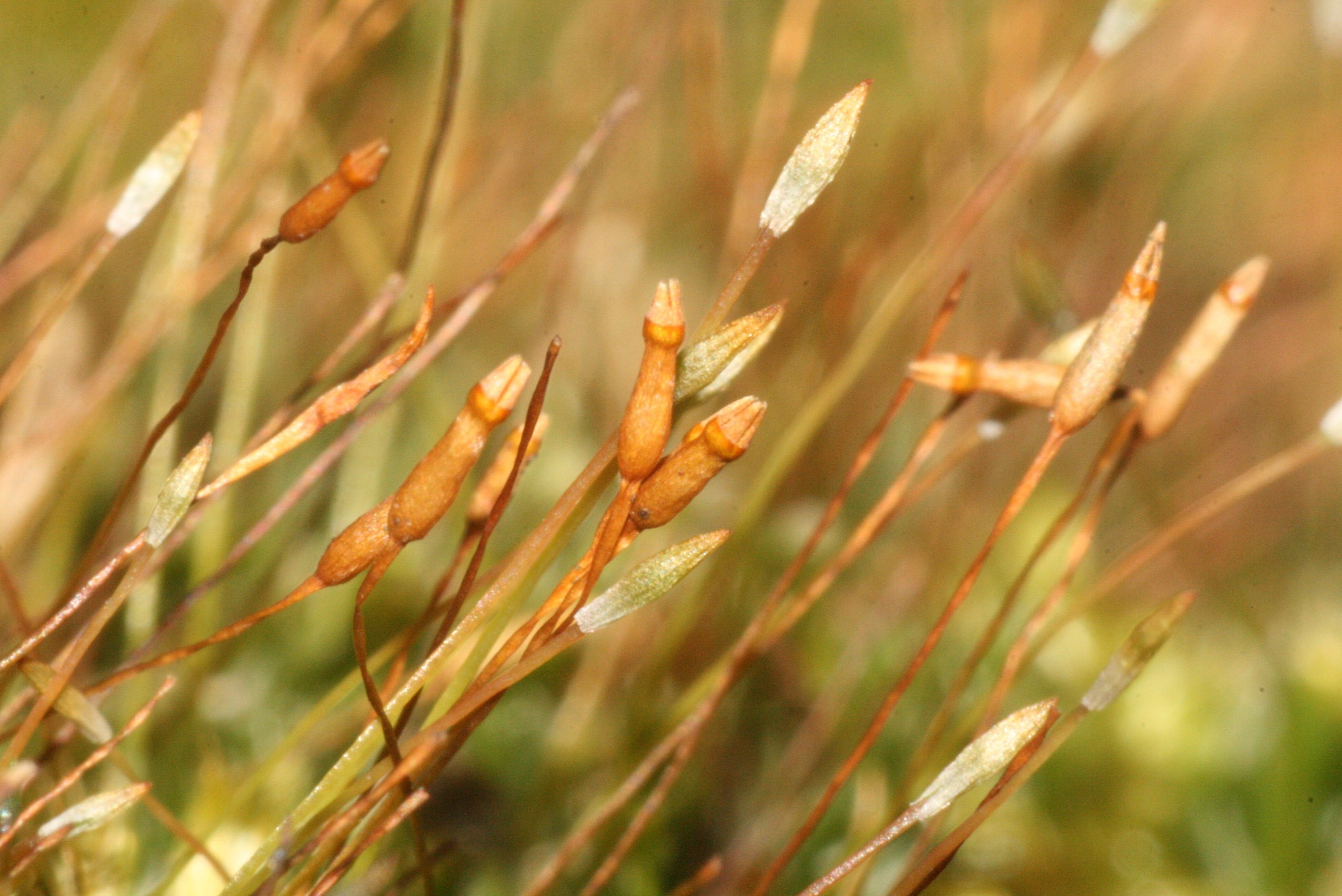
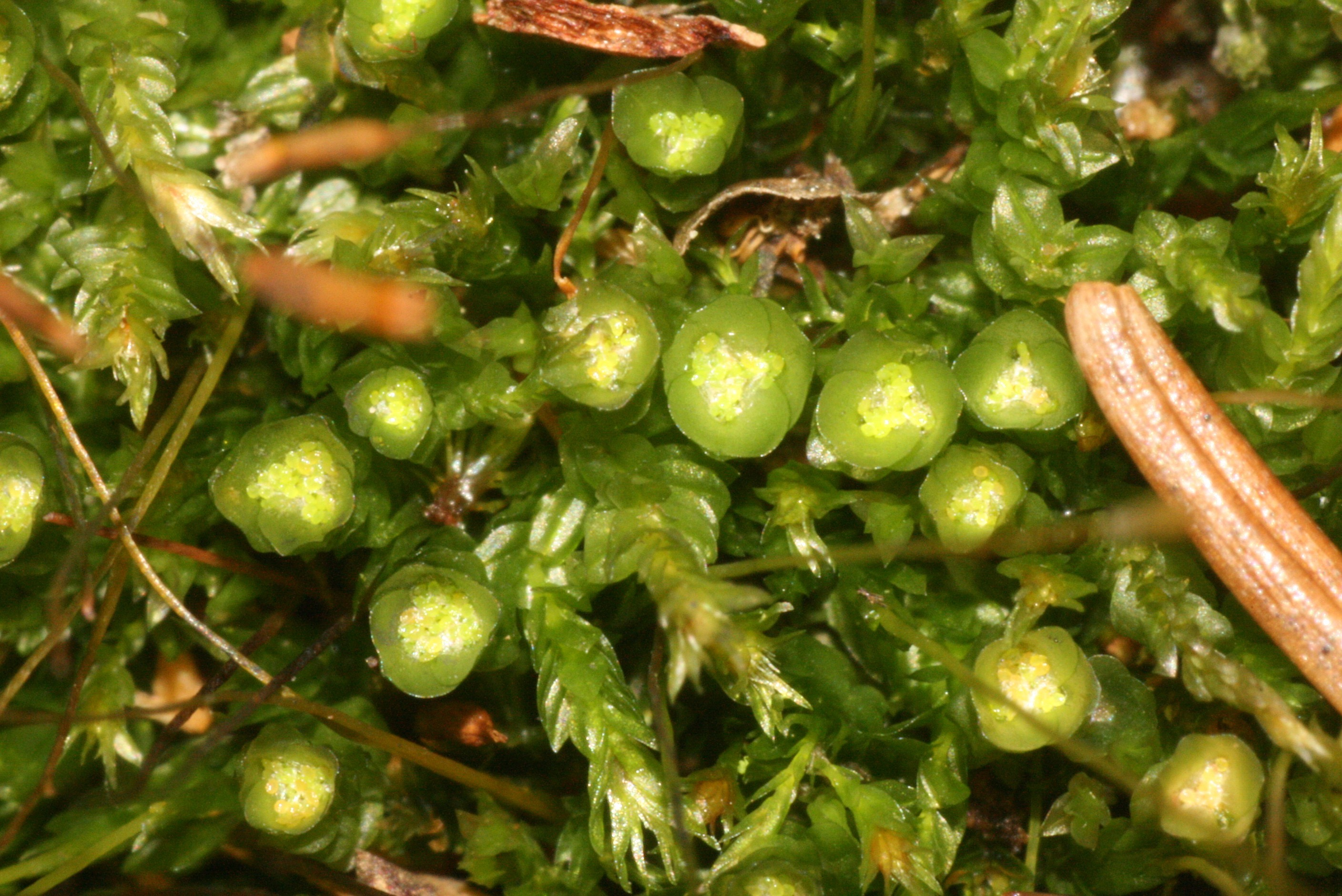